# Куп европских шампиона 1976/77.
Куп европских шампиона 1976/77. је било 22. издање Купа шампиона, најјачег европског клупског фудбалског такмичења. 
Финале је одиграно 25. маја 1977. на стадиону Олимпико у Риму, где је Ливерпул са 3:1 победио Борусију Менхенгладбах, и тако освојио свој први трофеј Купа шампиона. Динамо Кијев је у четвртфиналу елиминисао Бајерн Минхен, освајача Купа шампиона у претходне три сезоне.
Западна Немачка је једина имала два представника, поред Бајерн Минхена, освајача Купа шампиона из претходне сезоне, још је играла и Борусија Менхенгладбах, првак Западне Немачке у претходној сезони.

## Прво коло
| Тим #1                    | рез. | Тим #2                 | прва утакмица | друга утакмица |
| ------------------------- | ---- | ---------------------- | ------------- | -------------- |
| Ренџерс                   | 1:2  | Цирих                  | 1:1           | 0:1            |
| Слијема вондерерси        | 2:21 | ТПС                    | 2:1           | 0:1            |
| Ференцварош               | 11:3 | Женес Еш               | 5:1           | 6:2            |
| Динамо Дрезден            | 2:0  | Бенфика                | 2:0           | 0:0            |
| ЦСКА Септембарска застава | 0:1  | Сент Етјен             | 0:0           | 0:1            |
| Дандок                    | 1:7  | ПСВ Ајндховен          | 1:1           | 0:6            |
| Акранес                   | 3:6  | Трабзонспор            | 1:3           | 2:3            |
| Ливерпул                  | 7:0  | Крусејдерс             | 2:0           | 5:0            |
| Викинг                    | 2:3  | Бањик Острава          | 2:1           | 0:2            |
| Кеге                      | 1:7  | Бајерн Минхен          | 0:5           | 1:2            |
| Динамо Кијев              | 5:0  | Партизан               | 3:0           | 2:0            |
| Омонија                   | 1:3  | ПАОК                   | 0:2           | 1:1            |
| Торино                    | 3:2  | Малме                  | 2:1           | 1:1            |
| Аустрија Беч              | 1:3  | Борусија Менхенгладбах | 1:0           | 0:3            |
| Стал Мјелец               | 1:3  | Реал Мадрид            | 1:2           | 0:1            |
| Клуб Бриж                 | 3:2  | Стеауа Букурешт        | 2:1           | 1:1            |

1 ТПС се пласирао у осмину финала по правилу више голова постигнутих у гостима.

## Осмина финала
| Тим #1        | рез. | Тим #2                 | прва утакмица | друга утакмица |
| ------------- | ---- | ---------------------- | ------------- | -------------- |
| Цирих         | 3:0  | ТПС                    | 2:0           | 1:0            |
| Ференцварош   | 1:4  | Динамо Дрезден         | 1:0           | 0:4            |
| Сент Етјен    | 1:0  | ПСВ                    | 1:0           | 0:0            |
| Трабзонспор   | 1:3  | Ливерпул               | 1:0           | 0:3            |
| Бањик Острава | 2:6  | Бајерн Минхен          | 2:1           | 0:5            |
| Динамо Кијев  | 6:0  | ПАОК                   | 4:0           | 2:0            |
| Торино        | 1:2  | Борусија Менхенгладбах | 1:2           | 0:0            |
| Реал Мадрид   | 0:2  | Клуб Бриж              | 0:0           | 0:2            |

## Четвртфинале
| Тим #1                 | рез. | Тим #2         | прва утакмица | друга утакмица |
| ---------------------- | ---- | -------------- | ------------- | -------------- |
| Цирих                  | 4:41 | Динамо Дрезден | 2:1           | 2:3            |
| Сент Етјен             | 2:3  | Ливерпул       | 1:0           | 1:3            |
| Бајерн Минхен          | 1:2  | Динамо Кијев   | 1:0           | 0:2            |
| Борусија Менхенгладбах | 3:2  | Клуб Бриж      | 2:2           | 1:0            |

1 Цирих се пласирао у полуфинале по правилу више голова постигнутих у гостима.

## Полуфинале
| Тим #1       | рез. | Тим #2                 | прва утакмица | друга утакмица |
| ------------ | ---- | ---------------------- | ------------- | -------------- |
| Цирих        | 1:6  | Ливерпул               | 1:3           | 0:3            |
| Динамо Кијев | 1:2  | Борусија Менхенгладбах | 1:0           | 0:2            |

## Финале
| Ливерпул                                  | 3 – 1 | Менхенгладбах |
| ----------------------------------------- | ----- | ------------- |
| Мекдермот 28’ · Смит 64’ · Нил 82’ (пен.) |       | Симонсен 52’  |

| Победник Лиге шампиона 1976/77. |
| ------------------------------- |
| ФК Ливерпул 1. титула           |

## Најбољи стрелци
| Поз. | Играч               | Клуб           | Голова |
| ---- | ------------------- | -------------- | ------ |
| 1    | Франко Кучинота     | Цирих          | 5      |
| 1    | Герд Милер          | Бајерн Минхен  | 5      |
| 3    | Кевин Киган         | Ливерпул       | 4      |
| 3    | Рене ван де Керкхоф | ПСВ Ајндховен  | 4      |
| 3    | Фил Нил             | Ливерпул       | 4      |
| 3    | Тибор Њилаши        | Ференцварош    | 4      |
| 3    | Кони Торстенсон     | Бајерн Минхен  | 4      |
| 8    | Леонид Бурјак       | Динамо Кијев   | 3      |
| 8    | Стив Хајвеј         | Ливерпул       | 3      |
| 8    | Дејвид Џонсон       | Ливерпул       | 3      |
| 8    | Ханс-Јирген Крајше  | Динамо Дрезден | 3      |
| 8    | Петер Риси          | Цирих          | 3      |
| 8    | Петро Слободјан     | Динамо Кијев   | 3      |